# Setge de Nöteborg
El Setge de Nöteborg va ser un dels primers setges de la Gran Guerra del Nord, quan les forces russes capturaren la fortalesa sueca de Nöteborg, rebatejada Shlisselburg, l'octubre de 1702.

## Antecedents
A l'inici de la Gran Guerra del Nord Suècia dominava el llac Làdoga i el riu Nevà gràcies a les fortaleses de Nöteborg i Kexholm. Els suecs disposaven d'una petita flota amb la qual feien incursions a la riba russa, posant-se sota la cobertura artillera de les fortaleses quan els russos contraatacaven.
Per revertir la situació, el tsar Pere I de Rússia va fer construir unes noves drassanes prop d'Olonetz. En poc temps els russos aconseguiren organitzar una petita flota, amb la qual van aconseguir foragitar els suecs del Làdoga i amenaçar Vyborg. Un cop repel·lida l'amenaça, el tsar es va sentir prou fort per emprendre la conquesta de Finlàndia, i el primer pas era obtenir el control de Nöteborg.
Per a aquesta tasca, Pere I va reunir 20.000 homes, que van marxar durant deu dies fins a la seva destinació. Uns 12.000 homes van acampar a les ribes del Nevà fins al 6 d'octubre (Calendari Gregorià). Aquell dia, després de donar el comandament del gruix de les tropes a Boris Sheremetev, es traslladaren cap a Nöteborg.

## Defenses sueques
Nöteborg era la més gran de les tres fortaleses al llarg del riu Nevà. Situada en una illa en el riu, just a la sortida del llac Làdoga, controlant no només el riu, sinó també el llac. Defensaven Nöteborg una guarnició petita de dos-cents cinquanta homes, amb cent quaranta-dos canons de calibre petit. Comandava la guarnició el coronel Gustav Wilhelm von Schlippenbach, germà del general Wolmar Anton von Schlippenbach, que comandava la Livònia Sueca. El 15 d'octubre, comandats per Hans Georg Leijon, hi arribà el reforç de cinquanta granaders més, però només trenta-quatre van aconseguir arribar a la fortalesa perquè no tenien prou barques. Després de la seva arribada només dos-cents vint-i-cinc soldats estaven en condicions de combatre; la resta havien estat morts o ferits per l'artilleria, o bé havien emmalaltit.
Les defenses de la fortalesa en aquells temps constaven d'una muralla de pedra de 8,5 metres d'alçada i 4,25 metres de gruix, amb set torres. Prop de la part del nord-est de la fortalesa hi havia un castell defensat per una muralla de pedra i tres torres. La defensa principal de la fortalesa era el riu Nevà, juntament amb el llac Làdoga, que junts encerclaven el fort sencer. A la riba dreta del Nevà, a aproximadament 2,4 quilòmetres del fort principal, hi havia una petita fortificació separada on un regiment de guarnició garantia la comunicació i el transport a través del riu.

## Setge

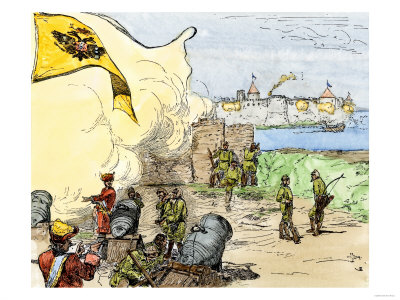
Una il·lustració posterior del setge

Amb aproximadament dotze mil homes, Pere I de Rússia avançava avançava amb el seu exèrcit per assetjar la fortalesa de Nöteborg. Aquesta fortalesa havia estat construïda per gent de Nóvgorod quatre segles abans, amb el nom d'Orekhovo o Oreshek, en una petita illa del riu Nevà, just a la seva sortida del llac Làdoga. Tanmateix, s'ha afirmat que Torgils Knutsson fou el primer a fortificar l'illa. L'illa tenia forma d'avellana, i aquest és l'origen del seu nom en rus i suec. Durant molt temps de temps va servir de barrera contra les incursions dels suecs i dels danesos, i protegia el comerç de Nóvgorod i del Làdoga.
Uns quants dies després d'arribar a Nöteborg, el tsar envià un destacament de quatre-cents homes del Regiment de Preobrazhensky per ocupar posicions més properes al fort i preparar-se per l'arribada del contingent principal. Les tropes russes destruïren dos vaixells suecs enviats per fer un reconeixement, però reberen trets des del fort. Això no els impedí de realitzar els seus preparatius, i perderen només un home. L'endemà arribaren la resta del regiment de Preobrazhensky i el regiment de Semenovsky.

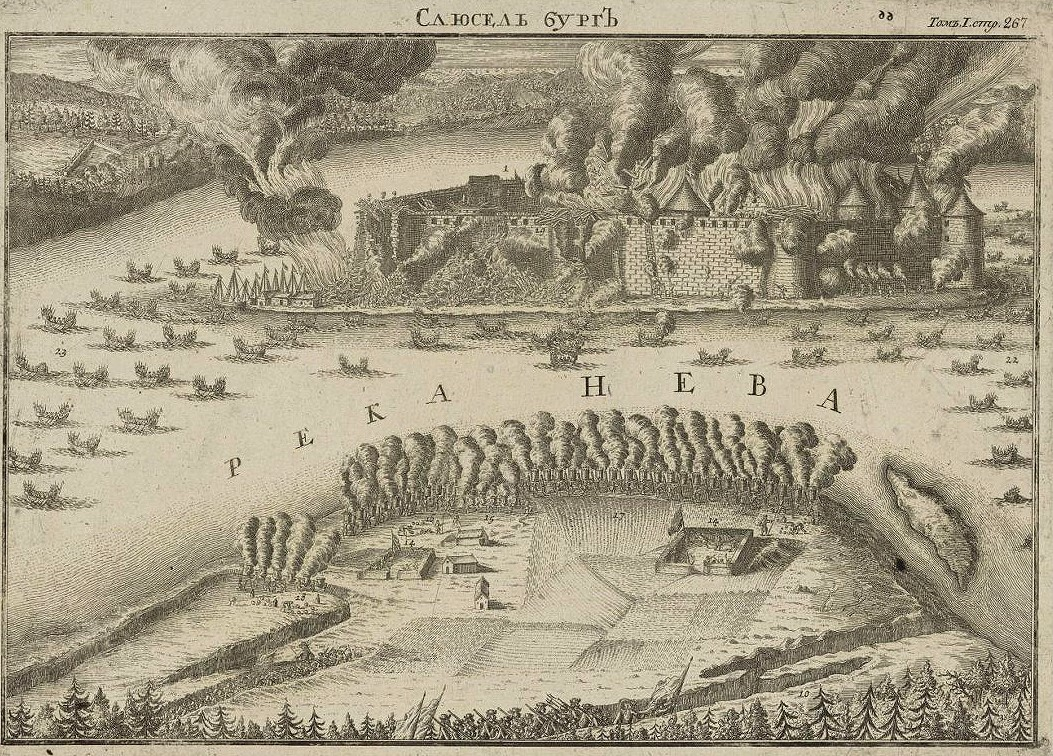
Un gravat del setge per A Zubov, 1713

La resta dels russos prengueren posicions en els dos costats del riu Neva abans del 7 d'octubre, i durant els dies següents emplaçaren diverses bateries d'artilleria, que completaren abans del 12 d'octubre. La difícil tasca de capturar el reducte exterior fou assignada al regiment de Preobrazhensky, que a les quatre de la matinada del 12 d'octubre, embarcà cap a l'altra riba del riu. Sota la direcció del tsar mateix, els russos aconseguiren capturar el reducte, on van trobar poca resistència. Amb la seva captura, els primers treballs de setge començaren i, finalment, la ciutat fou rodejada completament. Amb una flota de petits vaixells, que baixaren pel riu Svir a través del Llac Làdoga, van aconbseguir el bloqueig de tot elfort. Aleshores enviaren una carta al comandant suec, Wilhelm von Schlippenbach, demanant-li la seva rendició. Schlippenbach respongué amb una petició d'una treva de quatre dies, durant la qual havia de consultar el General Arvid Horn, el seu superior, que era a Narva. Com a resposta a la negativa de Schlippenbach a rendir-se immediatament, els russos obriren foc.
El 14 d'octubre, la muller del comandant va enviar una carta al mariscal de camp rus, en nom de les mullers dels oficials suecs, demanant-li que les permetés marxar. El tsar, que no volia perdre temps, respongué a la carta ell mateix dient-los que no podria consentir la inquietud que suposaria per a les dames sueques separar-se dels seus marits: si desitjaven marxar del fort, podrien fer-ho si anaven acompanyades dels seus marits.
El 15 d'octubre, tres-cents soldats russos ocuparen algunes petites illes properes al fort enemic, fent-hi alguns moviments de terra.

## Assalt al fort
Les preparacions per a l'assalt final al fort començaren el 20 d'octubre; es distribuïren escales de setge, i es comunicà als oficials per on atacarien el fort. Finalment, el 22 d'octubre, Pere I de Rússia decidí realitzar l'assalt. A l'una del matí, s'obrí foc contra la fortalesa. Caçadors locals i els homes del regiment de Preobrazhensky, entre d'altres, esperaven preparats en llanxes a uns tres quilòmetres de la fortalesa. A dos quarts de tres, es dispararen trets de morter, que era el senyal per començar l'atac.
Els suecs concentraren la majoria dels seus efectius als punts més febles: noranta-cinc homes prop de l'església, comandats pel Major Leyon, i setanta-cinc homes més amb el major Charpentier. Els defensors restants s'estengueren per les muralles i fortificacions. Schlippenbach tenia aproximadament dos-cents cinquanta homes en el moment de l'assalt, fet que significa que havien perdut uns dos-cents homes durant el setge. Tot i això, després de cinc hores de combat els suecs repel·liren l'assalt, en gran part gràcies a l'acció dels granaders.
Els russos llançaren el seu primer assalt, creuant el riu en les llanxes. Es trobaren constantment sota foc de mosquet i d'artilleria, tot intentant coronar les diferents bretxes. En els segon i tercer assalts, homes dels regiments Preobrazhensky i Semenovsky aconseguiren desembarcar a l'illa amb escales de setge, però resultaren ser massa curtes. Tot i això l'atac continuà. Les bretxes a les muralles es convertiren en colls d'ampolla i els russos patiren un nombre de baixes elevat. El major Andrei Karpov fou ferit greument durant l'atac, i el tsar, havent rebut notícies de l'elevat nombre de baixes, decidí suspendre l'assalt al fort. Tanmateix, les ordres no arribaren a les primeres línies. Hi ha històries que afirmen que Mikhail Golitsyn rebé, de fet, les ordres, però es negà a complir-les, tot dient al missatger: "digues al tsar que ara no sóc seu, sinó de Déu", volent dir que era massa tard per retirar-se. Tanmateix, és improbable que això succeís, ja que hauria estat un acte extraordinari, considerant la fèrria disciplina i el respecte pel tsar entre les files russes.
Finalment, Golitsyn no solament continuà els atacs, sinó que també ordenà als vaixells de desembarcament que marxessin, posant les seves tropes en la tessitura d'escollir entre la mort o la victòria.

## Rendició sueca i conseqüències

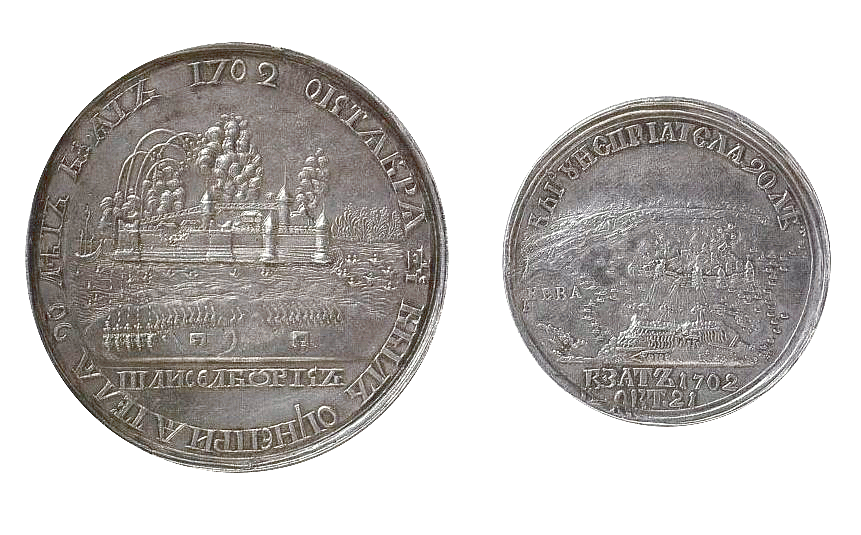
Medalles de plata atorgades per la captura de Nöteborg

Quan l'assalt implacable però relativament infructuós al fort per part de les forces russes portava ja tretze hores, el comandant suec acceptà rendir-se en condicions honorables, en adonar-se que no podria defensar la fortalesa gaire més temps. Per evitar una massacre, es va permetre que la guarnició sencera, amb tots els seus pertrets i estendards, marxés a la fortalesa sueca més propera. Segons fonts sueques, vuitanta-tres soldats aptes per al combat abandonaren la fortalesa de Nöteborg, juntament amb cent-cinquanta-sis més que estaven ferits o malalts. S'endugueren quatre de les peces d'artilleria més lleugeres, deixant enrere altres cent-trenta-vuit peces. Els russos tingueren baixes superiors a la totalitat de la guarnició sueca, gairebé sis-cents homes morts i al voltant d'un miler de ferits.
El tsar ordenà immediatament reparar els danys fets al fort, i el va rebatejar com a Shlisselburg (de l'alemany Schlüsselburg, "ciutat clau"). Al bastió occidental fou encastada la clau que va rebre del comandant suec, un símbol del fet que aquell fort era la clau del Nevà. Quan Pere I de Rússia s'estava a Sant Petersburg, anava a Schlisselburg cada 2 de novembre i hi celebrava la capitulació. Menshikof, que havia mostrat gran habilitat militar, fou nomenat governador de la fortalesa, i d'aquesta època prové la seva amistat íntima amb Pere I i la seva prominència en la vida pública.